# Robert Pynsent
Robert Burton Pynsent (20. prosince 1943 Milliken Park – 28. prosince 2022 Colchester) byl britský bohemista a slavista, profesor české a slovenské literatury.

## Život
V letech 1963–1969 vystudoval germanistiku, bohemistiku a slovakistiku na Churchill College v Cambridgi (B.A.,1966, PhD. 1970). K jeho učitelům patřili například J. P. Stern a Karel Brušák. V letech 1969–1972 vyučoval anglickou literaturu a český jazyk a literaturu na Kolínské univerzitě. Od roku 1972 působil na Škole slovanských a východoevropských studií při University College London. Roku 1991 zde byl jmenován profesorem české a slovenské literatury.

## Dílo
Byl autorem několika monografií, editorem či spolueditorem více než desítky akademických publikací a autorem více než stovky studií a článků a cca 150 recenzí v angličtině, češtině i němčině. Česky vyšla v roce 1996 v překladu Blanky Hemelíkové jeho kniha Pátrání po identitě (Questions Of Identity: Czech And Slovak Ideas Of Nationality And Personality), která se skládá ze čtyř kapitol: Pátrání po identitě a odpovědnosti v díle Václava Havla, Mýtus slovanství: Pavel Josef Šafařík a Jan Kollár, Dekadentní Já, Vymezení národní identity v obraze mučedníků.
Mezi jeho další publikace patří knihy a sborníky o Čapku-Chodovi, Zeyerovi, Páralovi a Masarykovi. Dále zkoumal dekadenci posledního desetiletí 19. století, K. H. Máchu, českou literaturu 14. století a renesance, současnou slovenskou prózu (např. skupinu autorů, které nazýval „genitalisty“) a další aspekty české a slovenské literatury a kultury, pohádky, antisemitismus, středověký nacionalismus. V roce 2008 vyšel v překladu Jana Pospíšila rozsáhlý výbor z Pynsentových esejů problematizujících literární stereotypy a národní mýty pod názvem Ďáblové, ženy a národ. Výbor z úvah o české literatuře.
Spolu s Ivanem Poldaufem připravil česko-anglický slovník (1986, nově 1996).
Je označován za „bohemistu přinejmenším evropského formátu“ i za „enfant terrible“ lingvistiky. Vycházel ze zásady, že jedním z předních úkolů literárního kritika je bavit čtenáře. Svými texty mnohdy provokoval, např. srovnáním Babičky Boženy Němcové s Hitlerovým Mein Kampfem. Nejčastějším předmětem jeho zájmu byly mýty a stereotypy. V literárních textech analyzoval ideová pozadí a tradice, utvrzování nebo narušování různých stereotypů v literatuře a v jejím vztahu k dobové politické situaci. Stereotypy podle něj představovaly „zásadní složky soustav věr a ideologií“, které definují „já“ a vymezují se vůči „cizímu“. Dělil je na etnické, náboženské, politické a sexuální.
V roce 2004 obdržel cenu ministra zahraničí Gratias Agit za šíření dobrého jména České republiky ve světě.